# Nanggela (Cidahu)
Nanggela is een bestuurslaag in het regentschap Kuningan van de provincie West-Java, Indonesië. Nanggela telt 3536 inwoners (volkstelling 2010).